# Hypercompsa venezuelana
Hypercompsa venezuelana är en kackerlacksart som beskrevs av Bonfils 1987. Hypercompsa venezuelana ingår i släktet Hypercompsa och familjen Polyphagidae.
Artens utbredningsområde är Venezuela. Inga underarter finns listade i Catalogue of Life.